# EDUkační LABoratoř
EDUkační LABoratoř je nezisková organizace, která se věnuje vzdělávání pedagogů, vydávání odborných publikací, inovacím ve školství, popularizaci učitelského povolání a vzdělávací politice. Poskytuje učitelům metodickou podporu při implementaci moderních forem výuky do praxe ve formě akreditovaných kurzů, workshopů či konferencí. Veškeré aktivity, které EDUkační LABoratoř organizuje, vedou učitelé z praxe.

## Aktivity

### Zavádění formativního hodnocení na základních školách
Projekt je zaměřen na systematické zavádění formativního hodnocení na základních školách. Na devíti školách vznikla centra kolegiální podpory (CKP) odkud se přes učitele (lídry) formativní hodnocení prakticky předává na další školy v kraji. Projekt realizuje Pedagogická fakulta Univerzity Karlovy ve spolupráci s organizací EDUkační LABoratoř. Aktivita vznikla za podpory OP VVV.

### Vydavatelská činnost
Od roku 2016 se EDUkační LABoratoř věnuje vydávání publikací pro učitele s cílem zpřístupnit pedagogům odbornou populárně-naučnou a česky psanou literaturu. Knihy vychází ve spolupráci s Nadací Martina Romana.
- Zavádění formativního hodnocení: Praktické techniky pro základní a střední školy (Dylan Wiliam a Siobhán Leahyová)[3][4]

- Efektivní výukové nástroje pro učitele: Strategie pro zvýšení úspěšnosti každého žáka (Paul Ginnis)[5].
- Co funguje ve třídě? Most mezi výzkumem a praxí (Carl Hendrick a Robin Macpherson)[6]

### Výzkum syndromu vyhoření u předškolních pedagogů
Ve spolupráci s Katedrou psychologie Pedagogické fakulty Univerzity Karlovy realizovala EDUkační LABoratoř rozsáhlý výzkum s názvem Syndrom vyhoření mezi učitelkami a učiteli mateřských škol, do kterého se v rozmezí března až července 2018 zapojilo na 900 pedagogů.

### Školka hrou
Projekt Školka hrou dlouhodobě metodicky podporuje učitele a ředitele mateřských škol. Ve všech krajích České republiky vznikla Metodická centra pro předškolní vzdělávání, kde mají ostatní učitelé možnost navštívit vzdělávací kurzy. Projekt probíhá pod záštitou MŠMT.

### Škola dotykem
Výzkumný projekt, ve kterém 12 základních a středních škol v různých krajích České republiky testovalo používání dotykových technologií ve výuce. Na všech 12 školách byla vybavena jedna třída moderními technologiemi: tablety, dotykovou obrazovkou, počítačem a systémem na management tabletů Samsung School. Projekt byl realizován ve spolupráci se společností Samsung.

### Škola dotykem AKADEMIE
Projekt Škola dotykem AKADEMIE nabídl učitelům možnost zúčastnit se bezplatných seminářů zaměřených na práci s digitálním edukačním obsahem portálu eKabinet.cz a dotykovými technologiemi ve výuce. Semináře probíhaly pod vedením učitelů zapojených do projektu Škola dotykem.

### Škola dotykem UNIVERZITA
V rámci projektu Škola dotykem UNIVERZITA se studenti pedagogických oborů seznámili s moderními metodami výuky za použití dotykových technologií a digitálního edukačního obsahu. Do projektu byly v roce 2015/2016 zapojeny 3 univerzity: Univerzita Hradec Králové, Univerzita Palackého v Olomouci, Jihočeská univerzita v Českých Budějovicích.

### Škola dotykem HRAVĚ
Cílem projektu Škola dotykem HRAVĚ bylo seznámit učitele a žáky základních a středních škol s možnostmi programování. Účastníci měli možnost osvojit si základní pravidla programování, vyzkoušet si programovací prostředí vhodné pro jejich věkovou skupinu a naučit se vlastní projekty prezentovat a sdílet. Projekt probíhal ve spolupráci s Domem digitálních dovedností a Centrem robotiky v Plzni.

### The SCHOOL DANCE
Mezinárodní taneční soutěž pro mateřské, základní a střední školy. Žáci během soutěže vytvářeli taneční videa a digitální materiály.